# Леонов, Степан Степанович
Степа́н Степа́нович Лео́нов 2-й (1834—1899) — русский генерал от кавалерии, участник русско-турецкой войны 1877—1878 годов.

## Биография
Брат Николая Степановича Леонова 1-го, родился 27 декабря 1834 года на Дону в казачьей семье; воспитанник школы гвардейских подпрапорщиков и кавалерийских юнкеров; выпущен 17 июня 1854 года корнетом в лейб-гвардии Гродненский гусарский полк и сразу же был командирован в Крым, на театр военных действий против англо-французов. 23 марта 1858 года произведён в поручики, 23 апреля 1861 года — в штабс-ротмистры, 17 апреля 1862 года — в ротмистры и 30 августа 1865 года — в полковники.
В Гродненском полку Леонов до 29 января 1870 года, когда был назначен командиром Переяславского драгунского полка, сменив на этой должности своего старшего брата.
12 октября 1876 года Леонов был произведён в генерал-майоры и назначен командиром 1-й бригады 8-й кавалерийской дивизии.
В начале русско-турецкой войны 1877—1878 годов за форсирование Дуная Леонов получил золотую саблю с надписью «За храбрость». Далее, командуя авангардом Рущукского отряда, Леонов выдержал 18 августа упорный 12-часовой бой с 12-тысячным турецким отрядом у Карахасанкиоя. За это дело Леонов был вторично награждён золотой, на этот раз украшенной бриллиантами, саблей с надписью «За храбрость»; также за русско-турецкую войну Леонов имел орден св. Станислава 1-й степени с мечами.
21 января 1879 года Леонов был назначен командиром Кавказской запасной кавалерийской бригады, 18 августа 1883 года — начальником гарнизона Ставрополя (с сохранением в прежней должности), 29 марта 1884 года — командующим 2-й Кавказской казачьей дивизией.
30 августа 1886 года произведён в генерал-лейтенанты и 20 декабря 1892 года назначен командиром XVII армейского корпуса.
6 декабря 1898 года произведён в генералы от кавалерии. 14 июля 1899 года назначен членом Александровского комитета о раненых.
Скончался 4 ноября 1899 года, из списков исключён 13 ноября.

## Награды
Среди прочих наград Леонов имел ордена:
- Орден Святого Станислава 2-й степени с императорской короной (1867 год)
- Орден Святой Анны 2-й степени (1869 год)
- Орден Святого Владимира 4-й степени (1871 год)
- Орден Святого Владимира 3-й степени (1874 год)
- Золотая сабля с надписью «За храбрость» (1877 год)
- Золотая сабля с надписью «За храбрость» и бриллиантовыми украшениями (1878 год)
- Орден Святого Станислава 1-й степени с мечами (1878 год)
- Орден Святой Анны 1-й степени (1884 год)
- Орден Святого Владимира 2-й степени (1889 год)
- Орден Белого орла (1894 год)